# Tipula maxima
Espèce
Tipula maxima, une des plus grandes espèces de tipules d'Europe, communément appelée « cousin », est un insecte diptère de la famille des tipulidés, ressemblant à un moustique à très longues pattes. Comme les autres espèces de tipules, ce n'est pas un insecte piqueur.

## Description

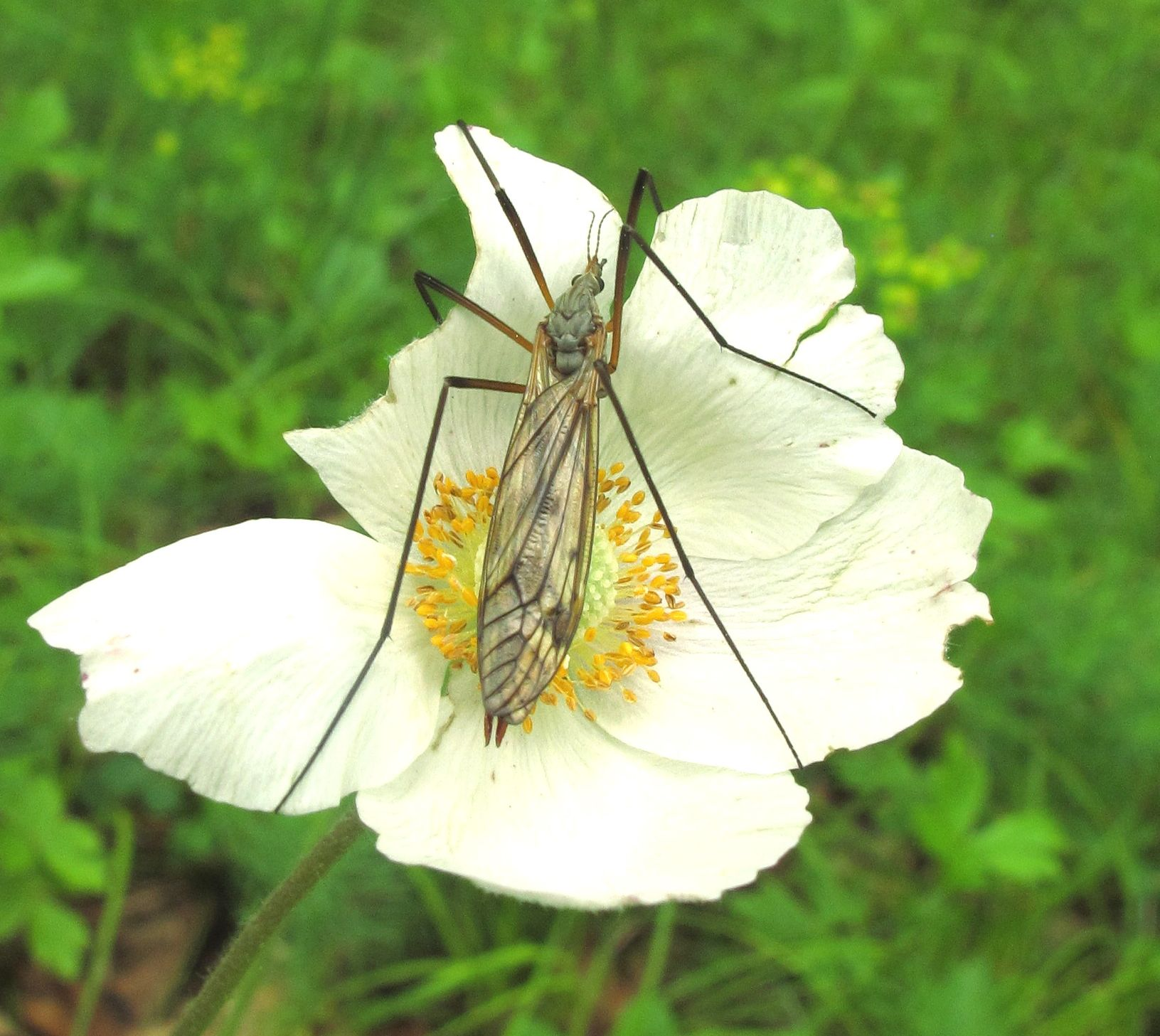
Tipula maxima sur Anémone sauvage.

Son envergure est de 55 mm environ et au repos, ses ailes, ornées de taches brunes, restent à l'horizontale et écartées presque à 90° par rapport au corps.
La distance entre les extrémités des pattes opposées atteint 100 mm. 
Tipula maxima fréquente les régions boisées, les lieux humides ; les adultes sont visibles d'avril à août.

## Distribution
Pratiquement toute l'Europe : du Portugal à la Norvège, à la Russie du nord-ouest. 